# Eudolium
Eudolium is een geslacht van weekdieren uit de klasse van de Gastropoda (slakken).

## Soorten
- Eudolium aoteanum Beu, 1970 †
- Eudolium bairdii (Verrill & S. Smith [in Verrill], 1881)
- Eudolium crosseanum (Monterosato, 1869)